# Lista chorążych reprezentacji Gwinei Równikowej na igrzyskach olimpijskich
Lista chorążych reprezentacji Gwinei Równikowej na igrzyskach olimpijskich – lista zawodników i zawodniczek reprezentacji Gwinei Równikowej, którzy podczas ceremonii otwarcia nowożytnych igrzysk olimpijskich nieśli flagę Gwinei Równikowej.

## Chronologiczna lista chorążych
| Lp. | Rok i miejsce     | Chorąży             | Dyscyplina    |
| --- | ----------------- | ------------------- | ------------- |
| 1   | 1984, Los Angeles | Secundino Borabota  | Lekkoatletyka |
| 2   | 1988, Seul        | Manuel Rondo        | Lekkoatletyka |
| 3   | 1992, Barcelona   | Ruth Mangue         | Lekkoatletyka |
| 4   | 1996, Atlanta     | Gustavo Envela      | Lekkoatletyka |
| 5   | 2000, Sydney      | Éric Moussambani    | pływanie      |
| 6   | 2004, Ateny       | Emilia Mikue Ondo   | Lekkoatletyka |
| 7   | 2008, Pekin       | Emilia Mikue Ondo   | Lekkoatletyka |
| 8   | 2012, Londyn      | Bibiana Olama       | Lekkoatletyka |
| 9   | 2016, Rio         | Reïna-Flor Okori    | Lekkoatletyka |
| 7   | 2020, Tokio       | Benjamín Enzema     | Lekkoatletyka |
| 7   | 2020, Tokio       | Alba Mbo Nchama     | Lekkoatletyka |
| 8   | 2024, Paryż       | Sefora Ada Eto      | Lekkoatletyka |
| 8   | 2024, Paryż       | Higinio Ndong Obama | Pływanie      |